# Laura Secord

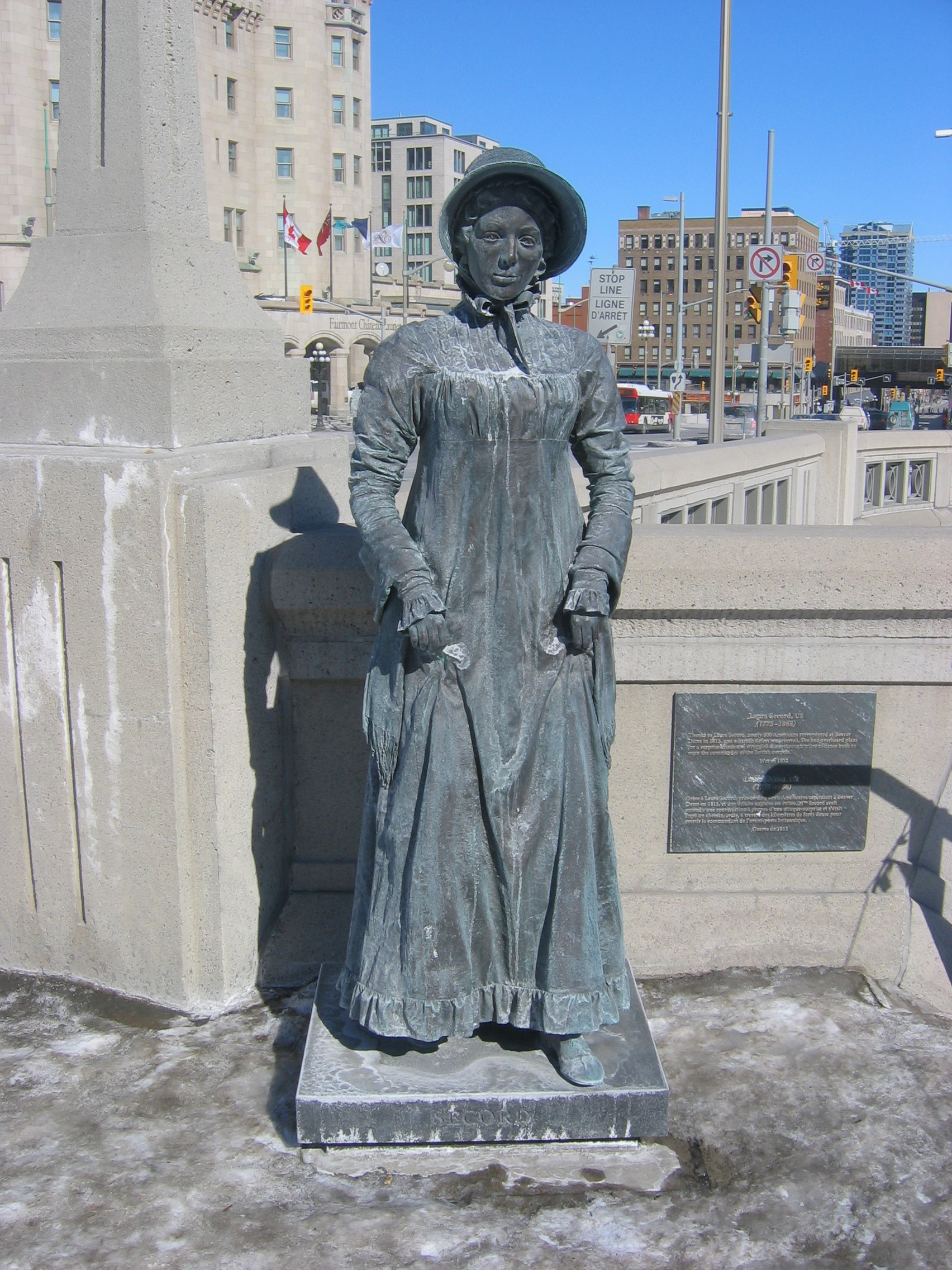
Laura Secord

Laura Secord (* 13. September 1775 in Great Barrington (Massachusetts), USA; † 17. Oktober 1868 in Queenston (Ontario), Kanada) ist eine kanadische Nationalheldin des Kriegs von 1812.

## Leben
Entgegen anderslautenden Angaben war Laura Ingersolls Vater kein Loyalist, sondern kämpfte im Amerikanischen Unabhängigkeitskrieg gegen die Briten. 1795 wanderte er mit seiner Familie wegen wirtschaftlicher Schwierigkeiten nach Oberkanada aus, wo die Familie sich auf der Niagara-Halbinsel niederließ und eine Wirtschaft betrieb. Laura Ingersoll heiratete 1797 den aus den USA stammenden James Secord, der als Loyalist nach Oberkanada vertrieben worden war. Nach der Eheschließung lebte das Paar in Queenston (heute Provinz Ontario) am Niagara River. Sie hatten fünf Kinder und erwarben mit einem Haushaltswarengeschäft einen bescheidenen Wohlstand.
Während des Kriegs von 1812 zwischen den USA und Großbritannien trat James Secord in die kanadische Miliz ein und wurde 1812 als Sergeant in der Schlacht von Queenston Heights am Bein schwer verwundet. Im Mai 1813 marschierten die Amerikaner erneut in Kanada ein. Auch die Secords waren gezwungen, drei US-Offiziere aufzunehmen. Am 21. Juni belauschte Laura Secord ein Gespräch, aus dem hervorging, dass die Amerikaner einen Überraschungsangriff auf eine in der Nähe liegende britische Abteilung unter Leutnant James FitzGibbon planten. Da ihr Mann durch seine Verwundung noch zu geschwächt war, um etwas zu unternehmen, verließ sie selbst heimlich das Haus, um FitzGibbon zu warnen.
Um seinen Standort zu erreichen, musste sie bei glühender Hitze eine Wanderung über 32 km unwegsames Gelände machen und dabei eine sechsstündige Klettertour durch die Hügel der Niagara-Schichtstufe bewältigen. Sie musste immer fürchten, einer amerikanischen Patrouille in die Hände zu fallen. Nach einer achtzehnstündigen Wanderung – am Schluss barfuß und mit blutigen Füßen – traf sie auf eine Gruppe der mit den Briten verbündeten Mohawk-Indianer, die sie den Rest des Wegs zu FitzGibbon brachten. FitzGibbon war tief beeindruckt von ihrer Leistung und schrieb später, er habe kaum glauben können, dass eine zierliche Frau wie sie solche Strapazen ertragen könne. Die rechtzeitige Warnung ermöglichte es ihm, einen Hinterhalt zu legen und die zahlenmäßig weit überlegenen US-Truppen am 24. Juni in der Schlacht bei Beaver Dams zu besiegen und zur Kapitulation zu zwingen. Diese Niederlage war einer der Gründe, warum die Amerikaner Ende 1813 die Niagara-Halbinsel räumten.
Nach dem Ende des Krieges bemühte sich das Ehepaar jahrelang vergeblich um eine offizielle Anerkennung ihrer Leistung. Dies geschah erst 1860, als sie der damalige Prince of Wales Albert Eduard, der spätere König Eduard VII., in ihrem Haus in Queenston besuchte und ihr £100 schenkte. Dies war die einzige Anerkennung, die sie zu ihren Lebzeiten erhielt. Sie starb 1868 im Alter von 93 Jahren.
Ihr rekonstruiertes Wohnhaus ist heute ein Museum. Die Geschichte von Laura Secords Wanderung ist in Kanada volkstümlich geworden und hat zahlreiche Ausschmückungen erfahren. Bis heute ist sie die wahrscheinlich bekannteste und populärste Frau der kanadischen Geschichte. Seit 2002 wird sie von der kanadischen Regierung als Person von nationaler historischer Bedeutung geehrt. Lebendig gehalten wird ihr Andenken auch durch eine nach ihr benannte Schokoladenmarke.

## Notizen
1. ↑  Secord, Laura Ingersoll. In: Directory of Federal Heritage Designations. Parks Canada/Parcs Canada, abgerufen am 10. Mai 2022 (englisch).

| Personendaten    | Personendaten                                 |
| ---------------- | --------------------------------------------- |
| NAME             | Secord, Laura                                 |
| KURZBESCHREIBUNG | kanadische Nationalheldin (im Krieg von 1812) |
| GEBURTSDATUM     | 13. September 1775                            |
| GEBURTSORT       | Great Barrington, Massachusetts, USA          |
| STERBEDATUM      | 17. Oktober 1868                              |
| STERBEORT        | Ontario, Kanada                               |